# Takarazuka
Takarazuka (宝塚市, Takarazuka-shi) est une ville située dans la préfecture de Hyōgo, au Japon.

## Géographie

### Situation
La ville de Takarazuka est située en banlieue d'Osaka, capitale de la préfecture d'Osaka, au Japon.

### Démographie
Au 1er mars 2011, Takarazuka avait une population estimée à 225 926 habitants répartis sur une superficie totale de 101,80 km2 (densité de population de 2 219 hab./km2).
En avril 2023, elle était de 222 933 habitants.

### Topographie
Le territoire de Takarazuka comprend les monts Naka, Iwahara et Iwakura.

## Transport
Takarazuka est accessible en train via les lignes Takarazuka et Imazu du réseau Hankyū et la ligne Fukuchiyama de JR West.

## Patrimoine culturel

### Patrimoine architectural

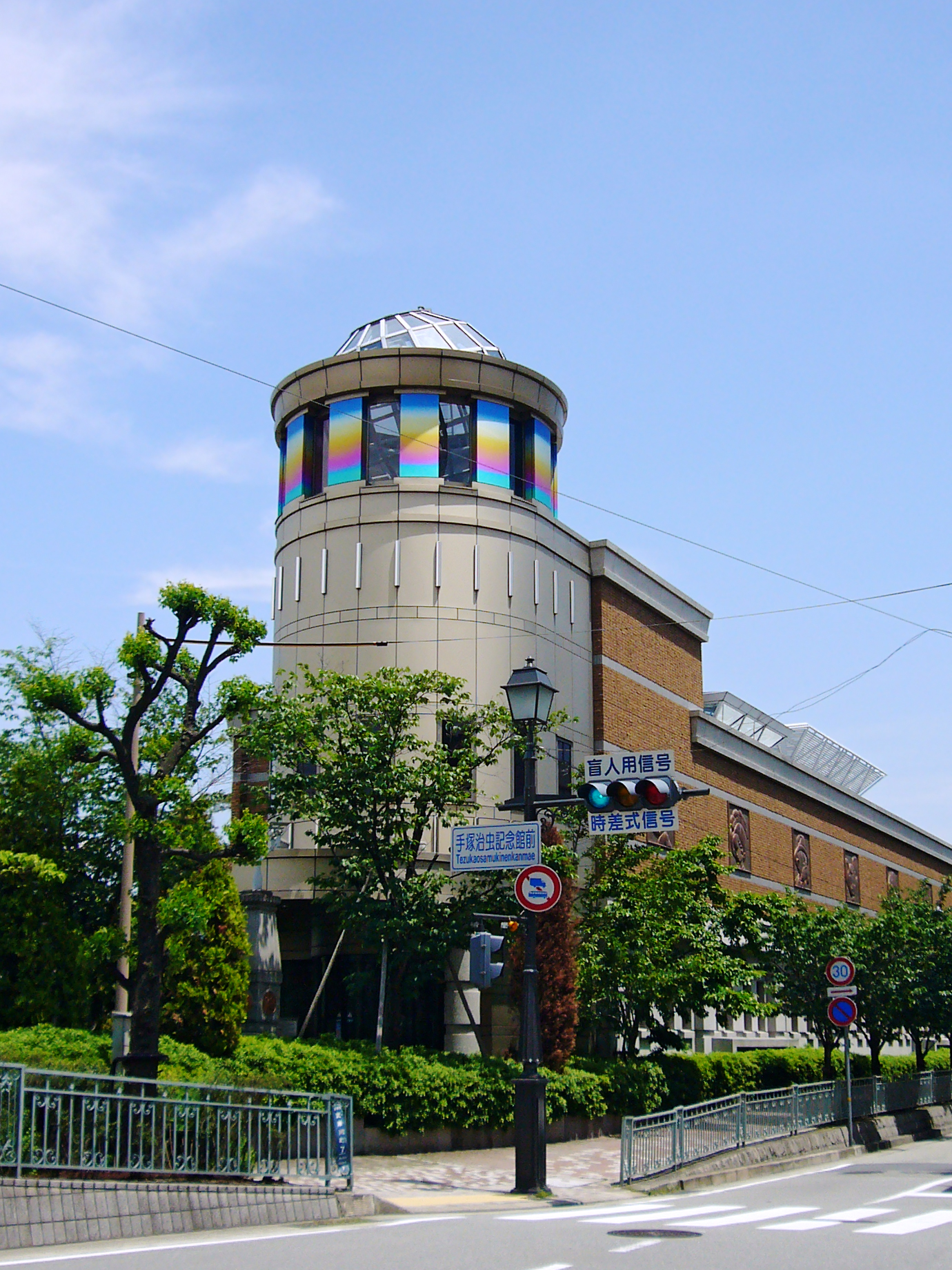
Musée consacré à Osamu Tezuka.

#### Édifices civils
- L'hippodrome de Hanshin, dans lequel se dispute tous les ans la Japan Cup Dirt.
- Le Grand Théâtre de Takarazuka où se produit la revue Takarazuka.
- Le musée Osamu Tezuka, consacré au mangaka Osamu Tezuka, a été inauguré en 1994 à Takarazuka, où il a passé une partie de son enfance[2].

#### Édifices religieux
- Le Kiyoshikōjin Seichō-ji
- Le Mefu-jinja
- Le Nakayama-dera